# Catephia cryptodisca
Catephia cryptodisca är en fjärilsart som beskrevs av George Francis Hampson 1926. Catephia cryptodisca ingår i släktet Catephia och familjen nattflyn. Inga underarter finns listade i Catalogue of Life.